# Friedhelm von Blanckenburg
Friedhelm von Blanckenburg (* 11. September 1958 in Göttingen) ist ein deutscher Geochemiker. Er ist Professor an der Freien Universität Berlin. Er bearbeitet Prozesse der Erde und deren Interaktion mit Klima und Biologie mittels Methoden der Isotopengeochemie.

## Leben
Von 1979 bis 1985 studierte von Blanckenburg Geologie und Paläontologie an der Technischen Universität Berlin und machte dort sein Diplom mit Schwerpunkt in Geochemie/Petrologie. Von 1986 bis 1990 führte er seine Promotion am Department für Erdwissenschaften an der ETH Zürich durch, die mit seiner Dissertation Isotope geochemical and geochronological case studies of Alpine magmatism and metamorphism: the Bergell intrusion and Tauern Window beendete.
Von 1991 bis 1995 war er Postdoc an der University of Cambridge, und von 1995 bis 1997 Senior Research Associate an der University of Oxford.
1997 bis 2001 war er Hochschulassistent und Privatdozent an der Universität Bern, wo er 1999 habilitierte – mit einer Arbeit über neuartige Isotopentracer von Elementen mit mittlerer Verweildauer in Meerwasser. 2001 wurde er auf eine Professur für Geochemie an der Leibniz Universität Hannover berufen, wo er bis 2008 tätig war. 2008 wurde er auf eine Professur an das Institut für Geowissenschaften an die Freie Universität Berlin und an das Deutsche GeoForschungsZentrum GFZ Potsdam berufen, in dem er bis September 2023 die Sektion Geochemie der Erdoberfläche leitete. Derzeit ist er Professor für die Geochemie der Erdoberfläche am Institut für Geowissenschaften, Freie Universität Berlin.

## Wirken
Friedhelm von Blanckenburg benutzt Methoden der Isotopengeochemie.
Mit radiogenen Isotopen (für Altersdatierungen und Herkunft von Gestein und Sediment) trug er zur genauen Rekonstruktion der Kollisionsgeschichte der Europäischen Alpen bei. Mit dem Geophysiker Huw Davies nutzte er diese Erkenntnisse, um 1995 die Slab Breakoff Hypothese aufzustellen. Nach dieser bricht die subduzierte Platte bei einer Kontinent-Kontinent Kollision ab, was in den dabei entstehenden Gebirgen zu Gesteinshebung und Magmatismus führt. Seit 2001 nutzt er die kosmogenen Nuklide (für Abtragungsraten der Erdoberfläche) in Flusssediment und Ozeanablagerungen, um die Erosion und Verwitterung der Kontinente zu rekonstruieren. In 2010 postulierte er mit der Geologin Jane Willenbring anhand kosmogener Isotope in Ozeansediment, dass im Gegensatz zum vorherrschenden Paradigma die Verwitterung der Kontinente in den letzten 10 Millionen Jahren konstant war. In 2018 leitet er mit den Geowissenschaftlern Jeremy Caves-Rugenstein und Dan Ibarra aus diesen Beobachtungen die Hypothese ab, dass eine erhöhte Reaktivität der globalen Landoberfläche und nicht eine Zunahme der globalen Verwitterungsrate zu der Abkühlung der letzten Millionen Jahre der Erdgeschichte führte.  Er gehörte zu den ersten Wissenschaftlern die zeigten, dass die stabilen Isotope der Metalle (für Fingerabdrücke biogeochemischer Reaktionen) bei der Aufnahme in den Menschen und höhere Pflanzen fraktionieren. Diese isotopengeochemischen Methoden setzte von Blanckenburg und seine Gruppe ein, um der grundlegenden Frage nachzugehen, wie in Ökosystemen der Kontinente die Biosphäre mit der Geosphäre über Austausch der mineralischen Nährstoffe gekoppelt sind, und ob der Nährstoffbedarf von terrestrischen Ökosystemen die Gesteinsverwitterung beschleunigt.
von Blanckenburg koordinierte von 2003 bis 2018 das Europäische Forschungsnetzwerk „Isotopic tools as novel sensors of Earth surface resources“ und von 2015 bis 2021 mit Todd Ehlers (Universität Tübingen) das Schwerpunktprogramm der Deutschen Forschungsgemeinschaft: “ EarthShape – Earth surface shaping by biota”. Seit 2023 leitet er das Projekt DEVENDRA" – Deciphering the Effect of Vegetation and Erosion on basalt and carbonate weathering by Novel Denudation Rate Approaches" des Europäischen Forschungsrates ERC. Er war Redakteur des „American Journal of Science“ und war von 2016 bis 2019 Mitherausgeber des „Elements Magazine“ und von 2012 bis 2016 stellvertretender Vorsitzender der Geologischen Vereinigung. Von 2021 bis 2022 war er Vorsitzender der Deutschen Mineralogischen Gesellschaft und Vizepräsident des Dachverbands der Geowissenschaften. Im Jahr 2022 war er Mitherausgeber eines Zukunftreports Wissenschaft Erdsystemwissenschaft – Forschung für eine Erde im Wandel der Deutschen Akademie der Naturforscher Leopoldina.

## Auszeichnungen
- 2009: Mitglied der Deutschen Akademie der Naturforscher Leopoldina[15]
- 2010: Ralph Alger Bagnold Medaille der European Geosciences Union[16]
- 2015: Mitglied der Berlin Brandenburgischen Akademie der Wissenschaften[17]
- 2016: Fellow der Geochemical Society und der European Association of Geochemistry[18]
- 2018: Fellow der American Geophysical Union AGU[19]
- 2020: Mitglied der Academia Europaea[20]
- 2022: Verleihung eines Advanced Grant durch den Europäischen Forschungsrats (ERC) in Höhe von 2,3 Millionen Euro für Forschungen zur Verwitterung von Basalt- und Kalkgestein[21]